# Occupation de Médéa (1840)
Pour les articles homonymes, voir Occupation de Médéa.
Conquête de l'Algérie par la France
La quatrième occupation de Médéa par les troupes françaises le 17 mai 1840, depuis la conquête de l'ancienne régence, est une expédition qui permet à la France de couper par le milieu les provinces orientales et occidentales de l'empire créé par Abd el-Kader.

## Préambule
Médéa, la capitale de la province du Titteri est occupée pour la 4e fois par les troupes françaises.

Le général Clauzel en pris possession le 22 novembre 1830, puis le général Berthezène le 29 juin 1831 et de nouveau le général Clauzel le 4 avril 1836 secondé par le colonel Schauenburg.

Successivement abandonnée, Médéa fut soumise à l'autorité d'Abd el-Kader qui y fit tous les préparatifs d'une attaque générale, dirigée par lui, en novembre 1839, contre les établissements français de la plaine de la Mitidja.

À partir du 27 avril 1840, l'armée française livra plusieurs combats contre la cavalerie arabe, ravagea les établissements des Hadjouths, détruisit leurs moissons et débloqua Cherchell qui était assailli par les Kabyles.

## La prise et l'occupation de Médéa
Le 12 mai 1840, la 1re division commandée par le Ferdinand-Philippe duc d'Orléans et formée en 3 colonnes commandée la 1re par le général Duvivier, la 2e par le colonel de Lamoricière et la 3e par le général d'Houdetot franchi le col de Mouzaïa, après avoir emporté toutes les redoutes des ennemis. Les zouaves se sont précipités dans l'intérieur des retranchements et le drapeau du 2e régiment d'infanterie légère, sous les ordres du colonel Changarnier, a flotté glorieusement sur le point le plus élevé de la chaîne de l'Atlas.

Après 4 jours employés à construire la route qui, du col de Mouzaïa devait conduire à Médéa, l'armée arrive le 17 mai devant cette ville.

Les Arabes ne tardent pas à quitter les positions défensives qu'ils occupent et la 1re division prend alors possession de la ville de Médéa qui avait été totalement évacuées des troupes d'Abd el-Kader quelques heures avant.

Cette occupation donne à la France une place qui coupe par le milieu les provinces orientales et occidentales de l'empire créé par Abd el-Kader depuis le traité de la Tafna du 30 mai 1837.